# Xanthoparmelia abraxas
Xanthoparmelia abraxas är en lavart som först beskrevs av Brusse, och fick sitt nu gällande namn av Elix. Xanthoparmelia abraxas ingår i släktet Xanthoparmelia och familjen Parmeliaceae.   Inga underarter finns listade i Catalogue of Life.